# Диано-Кастелло
Диано-Кастелло (итал. Diano Castello) — коммуна в Италии, располагается в регионе Лигурия, в провинции Империя.
Население составляет 2205 человек (2008 г.), плотность населения составляет 368 чел./км². Занимает площадь 6 км². Почтовый индекс — 18013. Телефонный код — 0183.
Покровителем коммуны почитается святитель Николай Мирликийский, празднование 6 декабря.

## Демография
Динамика населения:

## Администрация коммуны
- Официальный сайт: